# 成泰帝
成泰帝（せいたいてい、タインタイてい、Thành Thái、1879年3月14日 - 1954年3月24日）は、ベトナム阮朝の第10代皇帝（在位：1889年 - 1907年）。諱は阮福宝嶙（Nguyễn Phúc Bửu Lân）、後に阮福昭（Nguyễn Phúc Chiêu）と改めた。

## 生涯
育徳帝の子ということで、反皇帝勢力との接触を防ぐため、同慶帝の在位期間内は母親とともに王宮内で軟禁されていた。
19世紀後半から20世紀前半にかけて、ベトナムはフランスの侵略や植民地支配を受けた（フランス領インドシナ）。同慶帝の死後、フランス当局は幼い頃より聡明さで知られた彼が理想的な後継者であることに気付き、10歳で即位した。即位後もフランスは成泰帝が反抗心を持たないよう、教育に努めた。成泰帝もこの点は見抜いており、フランス人の前では政治に関心がないかのように見せる一方、民情を探るべく王宮から度々お忍びで外出していた。
成泰帝は西洋文化に多大な興味を持ち、ベトナムの君主では初めて自ら自動車を運転し、髪型も西洋風に改めた。しかし実権を握るフランスには徐々に反抗心を持つようになり、それが露見して1907年に28歳で退位させられ、子の維新帝に譲位した。
退位後はベトナム南部のブンタウに追放されていたが、1916年、維新帝が反フランス勢力に加担して廃位されると、親子揃ってインド洋のフランス領レユニオン島へ流刑となった。
以後半世紀近くを生き、1945年にベトナムへの帰国が許されたが、依然軟禁されたままであった。この間、ベトナム国の元首となった保大帝とも会見している。第一次インドシナ戦争終結直前の時代にサイゴンにて75歳で死去した。
流刑先で生まれた子供のうち一人、ビン・ジウ（1922 - 2007年）はベトナム南部のカントーに住んで大工となった。ビン・ジウの息子グエン・フォック・バオ・タイはホーチミン市でバイクタクシー運転手となった。